# 대만의 범죄
중화민국의 범죄는 식품 첨가, 폭격, 암살 시도, 인질극, 모살 등 다양하다. 하지만 범죄 통계에 따르면 대만의 범죄율은 세계에서 가장 낮은 수준이며, 선진국 중에서도 상대적으로 낮은 편이다. 2020년 보고서에 따르면 대만은 낮은 범죄율과 밤에 혼자 걸어도 안전하다고 응답한 설문 조사 응답자 수가 많다는 점을 바탕으로 세계에서 두 번째로 안전한 국가로 선정되었다.

## 법 집행 기관

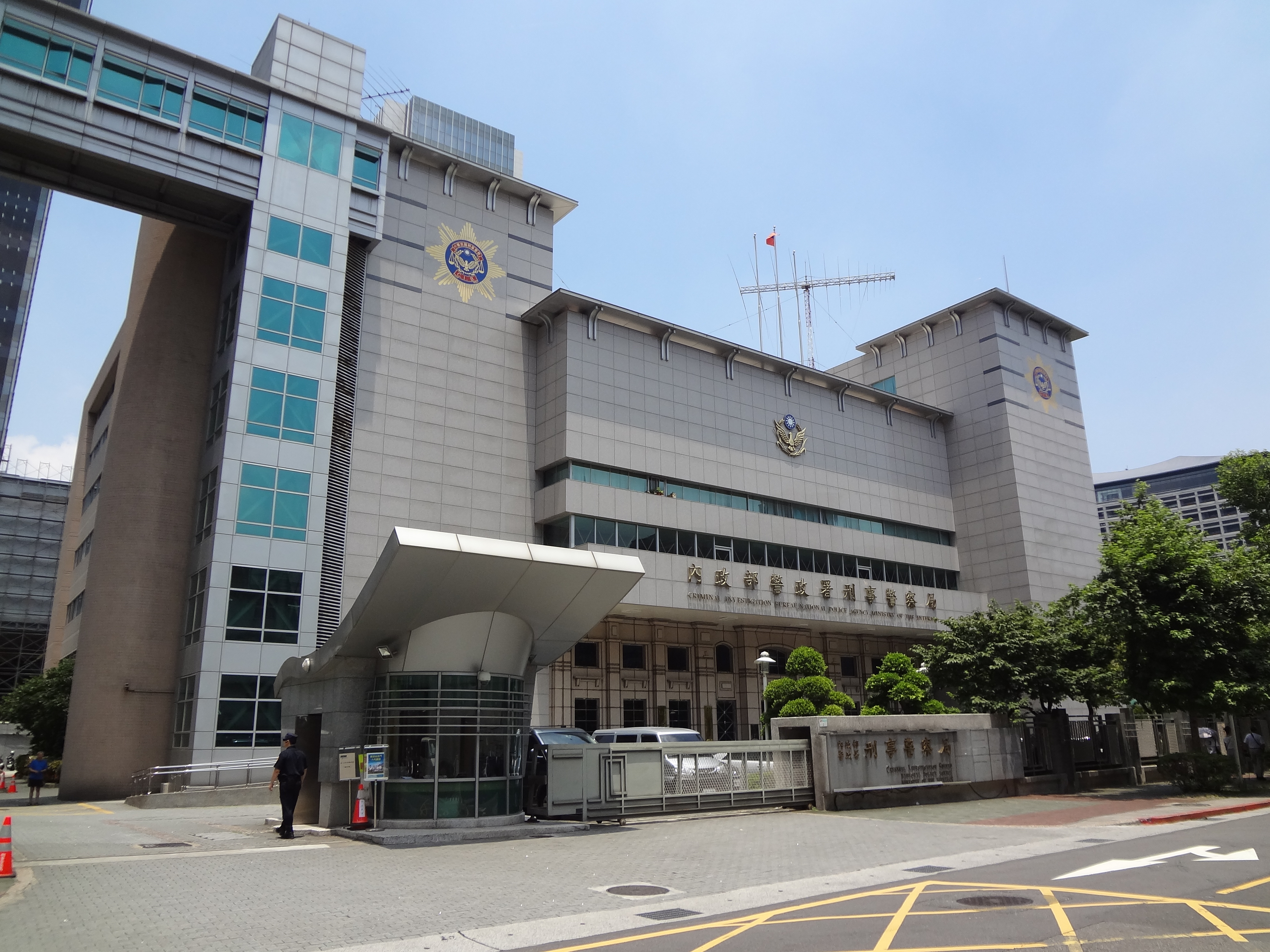
형사국

중화민국 내정부 경정서는 대만의 최고 법 집행 기관으로, 그 산하에 형사국을 두고 있다.

## 주목할 만한 범죄 목록

### 암살 시도
- 2004년 3월 19일 천수이볜 총통과 뤼슈롄 부총통 암살 시도
- 2014년 1월 25일 총통부 트럭 공격

### 폭탄 테러
- 1992년 4월 28-29일 대만 맥도날드 폭탄 테러

### 인질극
- 1997년 11월 18일 알렉산더 가족 인질극

### 살인
- 1959년 9월 21일 난터우 총격 사건
- 1996년 11월 30일 펑완루 살인 사건
- 1997년 4월 20일 바이샤오옌 살인 사건
- 2010년 5월 28일 왕지난의 살인
- 2014년 5월 21일 타이베이 첩운 흉기난동 사건

## 인신매매

### 성매매
대만 여성과 외국 여성 및 소녀들이 대만에서 성매매로 인신매매된다. 이들은 전국 각지의 매춘업소, 호텔 객실 및 기타 장소에서 강간당하고 해를 입는다.

## 불법 약물

### 마리화나
대만에서는 마리화나 소지, 생산, 유통에 대해 엄격한 처벌을 가해 마리화나가 범죄화되어 있다.

## 강제 노동

### 어업
대만의 해외 어선단은 학대 이력과 동남아시아 출신의 이주 노동자에 대한 보호 부족으로 비판을 받아왔다. 대만 공식 자료에 따르면 대만 선박에 탑승한 외국인 노동자 수는 26,000명으로 나타났지만, NGO 및 미국 정부 기관은 그 수치를 약 160,000명으로 추정한다. 외국인 어부들은 대만인 선장과 선박 장교에 의한 미지급 임금, 장시간 근무, 언어적 및 신체적 학대를 자주 보고한다. 최근 몇 년간 대만은 이 문제에 대해 상당한 진전을 이루었지만, 학대는 여전히 만연하다. 인권 측면에서 원양 어선단은 대만 산업의 다른 부분에 비해 훨씬 뒤처져 있다.
2020년 그린피스 조사에 따르면 대서양에서 대만 선박이 불법 비보고 비규제 어업에 종사하는 것으로 나타났다. 또한 외국인 노동자 학대에 대한 상당한 증거도 발견했다. 그들은 또한 대만 어업 회사들이 선박 소유권을 감추기 위해 편의치적을 사용하고 보고되지 않은 해상 어류 운송을 하는 것을 문서화했다. 대만의 어업 대기업인 FCF는 불법 어업 및 강제 노동과의 연관성으로 인해 특히 비판을 받았다.
2020년 10월 미국 노동부는 대만 원양 어선단의 제품을 아동 또는 강제 노동으로 생산된 상품 목록에 추가했다. 2021년 5월 중화민국 감찰원은 외교부, 노동부, 수산청에 문제 해결을 지시하고 그들의 조치 부족을 강하게 비판했다.

## 같이 보기
- 대만의 식품 안전 문제
- 대만의 조직 범죄